# Mathis Le Berre
Mathis Le Berre (Saint-Brieuc, 16 april 2001) is een Frans wielrenner die sinds 2023 uitkomt voor de Franse wielerploeg Arkéa Samsic. 

## Carrière
Als kind begon Le Berre met het beoefenen van judo. Op zesjarige leeftijd maakte hij de overstap naar het wielrennen. Hij begon bij de lokale wielerploeg genaamd Plaintel Vélo Star.
In 2021 sloot hij zich aan bij Côtes d'Armor-Marie Morin-U. 
In maart 2022 won hij de eerste etappe in de Ronde van Normandië. Hij behaalde hier eveneens de leiderstrui. Hij won uiteindelijk de leiderstrui en het jongerenklassement. Le Berre eindigde hetzelfde jaar als tweede in Parijs-Tours espoirs. Op zeven seconden achter Per Strand Hagenes
Eind september 2022 werd duidelijk dat hij voor de hoofdploeg van Arkéa-Samsic mocht rijden. Hij begon zijn professionele carrière in de Tour Down Under. 
In de Omloop Het Nieuwsblad van 2023 zat hij mee in de vroege vlucht. Le Berre was de laatste renner van de kopgroep die aan kon haken bij de uiteindelijke winnaar Dylan van Baarle. Le Berre kwam uiteindelijk als 23e finish.

## Palmares
2022
1e etappe Ronde van Normandië
Eind- en jongerenklassement Ronde van Normandië

## Resultaten in voornaamste wedstrijden
| Jaar | Ronde van Italië | Ronde van Frankrijk | Ronde van Spanje |
| ---- | ---------------- | ------------------- | ---------------- |
| 2023 |                  |                     | 90e              |
| 2024 |                  |                     | 76e              |
| 2025 |                  | 61e                 |                  |

| Jaar | Milaan-San Remo | Gent-Wevelgem | Ronde van Vlaanderen | Amstel Gold Race | Luik-Bast.‑Luik | Waalse Pijl | Omloop Het Nieuwsblad |
| ---- | --------------- | ------------- | -------------------- | ---------------- | --------------- | ----------- | --------------------- |
| 2023 |                 |               | 94e                  | opgave           | 96e             | 107e        | 23e                   |
| 2024 | 104e            | 81e           |                      | 66e              |                 |             | 85e                   |
| 2025 | 158e            |               |                      | 60e              | 106e            | opgave      |                       |

## Ploegen
- 2021 -  Côtes d'Armor-Marie Morin-U
- 2022 -  Côtes d'Armor-Marie Morin-U
- 2023 -  Arkéa Samsic
- 2024 –  Arkéa-B&B Hotels
- 2025 –  Arkéa-B&B Hotels

Anacona · Barguil · Barré (vanaf 1/8) · Bouet · Bouhanni · Capiot · Declercq · Delaplace · Edet · Flórez · Gesbert · Grondin · Guernalec · Guglielmi · Hardy · Hofstetter · Ledanois · Louvel · McLay · Noppe · Owsian · Pajur · Pichon · D. Quintana · N. Quintana · Ries · Riou · Russo · Swift · Vauquelin · Verre · Clynhens (stagiair) · Costiou (stagiair) · Thierry (stagiair)
Barguil · Barré · Biermans · Bouet · Bouhanni · Capiot · Champoussin · Costiou · Dekker · Delaplace · Démare (vanf 1/8) · Edet · Gesbert · Grondin · Guernalec · Guglielmi · Hofstetter · Le Berre · Ledanois · Louvel · McLay · Mozzato · Owsian · Pichon · Ponomar (tot 31/7) · Ries · Riou · Rodríguez · Russo · Vauquelin · Verre · Dauphin (stagiair) · Gillet (stagiair) · Tjøtta (stagiair)
Albanese · Barré · Biermans · Capiot · Champoussin · Costiou · Dekker · Delaplace · Démare · García Pierna · Gesbert · Grondin · Guernalec · Guglielmi · Huys · Le Berre · Ledanois(tot 15/8) · Louvel · McLay · Mozzato · Owsian · Ries · Riou · Rodríguez · Scotson · Sénéchal · Thierry (vanaf 1/9) · Vauquelin · Venturini · Verre
Biermans · Capiot · Costiou · Delaplace · Démare · Epis · García Pierna · Gesbert · Grondin · T. Guernalec · V. Guernalec · Guglielmi · Huys · Le Berre · Lozouet · Mozzato · Ries · Rodríguez · Rouland · Scotson · Sénéchal · Svestad-Bårdseng · Thierry · Tjøtta · Vauquelin · Venturini · Verre